# オダシゲ
オダ シゲ（オダ・シゲ、おだ・しげ、1943年 - 、男性）は、神奈川県川崎市出身の漫画家。本名・長田重親（おさだ しげちか）。日本漫画家会議事務局長。『まんまる団地』が1万7千話を超えて日本最長寿新聞掲載4コマ漫画となり、現在も連載中である。

## 来歴

### 会社員兼業でデビュー
15歳でニコンに入社し製造系の労働者となる。同時に通っていた定時制高校では美術部に所属し、労働組合機関紙に挿絵を描く程度でプロ漫画家ではなかったが、26歳の時に日本漫画家会議主催の教室に行ったことがきっかけとなり、同会議所属風刺漫画家田村久子の紹介で1974年、『全国商工新聞』に4コマ漫画「のんき通り」の週刊連載が開始される。

### まんまる団地開始
その連載を見た赤旗編集局員からの打診で1975年、4コマ漫画「まんまる団地」の日刊連載を開始。漫画連載と製造系労働の両立ができるか悩んだが、「俺達もアイデアを考えるから」と組合員から退職を引き止められたと言う。以後、2003年の会社退職まで漫画家と労働者を兼業していた。

### 退職後専業となり最長寿漫画家へ
現在は漫画専業となり、2本の4コマ漫画連載を継続する。2014年度には第43回日本漫画家協会賞特別賞を受賞した。
茨城県石岡市在住。2011年の東日本大震災発生直後は一時休載している。居住地の石岡西地域日本共産党後援会の会長も務める。

## 人物像

### 創作スタイル
アイディアは新聞・雑誌を読み、その後2 - 3時間くらいテレビ・ラジオも点けずに机の前で腕を組んで考えて生み出す。散歩中や列車内では生まれない。一時期、職場仲間で結成していた「まんまる団地のアイディアを出す会」でもアイディアは生まれなかったという。
描画にはミリペンを使用し、人物は目鼻から描く。

### 二足のわらじ
中卒でニコンに入社した後、ここで一つ目の「二足のわらじ」（物事の両立）が始まる。会社員をやりながら定時制高校にも通った。高校では美術部で絵画を作成したり、演劇部の美術を担当したり、運動会応援団の背景の絵を描いていたという。
まんまる団地連載開始時には「半年続いたら辞職しよう」と考えていた会社員も半年経過してみたら両立できていたため、そのまま約40年「二足のわらじ」が続いた。
会社員時代は勤務のない土曜・日曜日に一週間分まとめて描いていた。

## 作品一覧
- まんまる団地 - しんぶん赤旗（日刊紙）（日本共産党中央委員会発行）
- のんき通り - 全国商工新聞（全国商工団体連合会発行）

## 単行本
- 『まんまる団地』 一声社刊
- 『とっておきまんまる団地』（新日本出版社）ISBN 978-4406058162